# 橫山 (陝西)
橫山是北宋時期，宋朝和西夏兩國之間的邊界山脈，戰略地位十分重要，橫亙今日的陝西省北部，自陝西省東北部往西南方向廷伸。

## 地理
橫山地區北部是現今的毛烏素沙漠，而南部則是黃土高原，這條黃土丘陵是除了陰山山脈外，關中地區第二條隔絕南北的大山，中國歷代王朝經常駐兵橫山，作為抵禦北方蠻族入侵關中地區的第二道防線，著名的蕭關就是位於橫山地區，為關中與塞北地區的主要孔道。
橫山山區延袤千里，境內盛產良馬，適宜稼耕，鄰近的鹽州，有鹽鐵之利。當地百姓稱為「橫山羌」，剽悍善戰，是西夏人入侵北宋的重要兵源及后勤基地，西夏的步兵步跋子，就是主要由橫山蕃人組成。因此西夏一旦失去橫山地區，不但失去兵源，其本土軍隊必須行軍，穿過五百里長的瀚海（指灵州【今宁夏灵武西南】以南一带的荒漠）才能攻擊宋國，以西夏當時國力來說，根本負擔不起行軍時的消耗。正因如此，橫山地區對西夏來說是「不容有失之地」，被西夏視為興衰的生命線。
對宋朝來說，橫山地區地勢居高臨下，可俯視西夏的興慶府及灵州，佔領了橫山地區，除了令飽受戰亂困擾的關中地區得以休養生息外，更可消除西夏入侵宋朝的重要兵源。因此在歷時百年的宋夏戰爭中，橫山地區一直被兩國反覆爭奪，宋軍築羅兀城，及發動永樂城之戰，都是為了達成「全佔橫山」這一戰略目標，為全面滅夏奠定堅實基礎。

## 歷史
公元1098年（紹聖五年）平夏城之役西夏慘敗後，宋軍佔領大部分橫山地區，隨後興建西安州與天都寨，打通涇原路與熙河路，關中地區真正成為內地，不復被西夏軍兵鋒威脅，宋軍正式取得對西夏的戰略主動權。
西夏不甘心失去橫山地區，但宋朝凌厲的攻勢，使西夏一直在亡國邊緣掙扎，而由於遼國在外交上暗助西夏，亦使宋軍在佔領橫山地區後，未能一舉滅夏。宋夏兩國在經過長年累月的戰爭後，最後在宋徽宗宣和元年（公元1119年），西夏崇宗向宋朝表示臣服，且恢复旧时赐名曰赵乾顺。宋徽宗同意休戰，下令陝西六路罢兵息战。
宋欽宗靖康二年（公元1127年），北宋被女真金國所滅。西夏蠶食宋朝西北領土，宋夏戰爭結束。

## 外部連結
- 鳳凰網：大宋王朝的興衰榮辱——西夏咬人的第一口 （页面存档备份，存于）